# Муртаза Нізам-шах III
Муртаза Нізам-шах III (д/н—після 1636) — останній султан Ахмеднагарського султанату у 1633—1636 роках.

## Життєпис
Був нащадком одного з молодших синів султана Бурхан-шаха I. 1633 року за наказом могольського падишаха Шах Джахана сардар Раноджі Вабле вдерся до Ахмеднагарського султанату, поваливши Хусейна Нізам-шаха III. Невдовзі маратхський вождь Шахаджі за допомогою біджапурського султана Мухаммада Аділ-шаха посадив на трон малолітнього Муртазу, а сам став регентом (пешвою) за нього. Шахаджі розмістив свою родину та нового султана у фортеці Махулі. Це викликало невдоволення султану Біджапуру. У 1634 році пешва спробував відвоювати ключовий регіон навколо Даулатабаду у моголів. Війна тривала до 1635 року, але зрештою Шахаджі зазнав поразки. В результаті практично та частина Ахмеднагарського султанату, яка ще підпорядковувалася Муртазі Нізам-шаху III була окупована могольським військом.
1636 року Шах Джахан уклав союз із Мухаммад Аділ-шахом, спрямований проти Шахаджі. Могольський командувач Хан Заман (син Махабат-хана) та біджапурський полководець Ранадулла-хан взяв в облогу Махулі. Шахаджі кілька разів намагався прорвати зовнішню облогу, але безуспішно. Але моголи змогли захопити в полон під час втечі мати султана — Саджику та самого Муртазу Нізам-шаха III. Шах Джахан запропонував убити останнього, щоб покінчити з династією Нізам-шахів. Але втрутився Шахаджі та попросив падишаха змінити своє рішення. Після деякого роздуму Шах Джахан наказав звільнити Муртазу, проте він поставив умову, щоб Шахаджі перемістився далі на південь. Муртазу було вивезено сардаром Раноджі Вабле до Делі і зроблено сардаром при дворі Великих Моголів (за іншими відомостями відправлено до Гваліорської фортеці). Подальша доля невідома.